# Копа Америка у фудбалу за жене 1995.
Копа Америка у фудбалу за жене 1995. (шп. Campeonato Sudamericano de Fútbol Femenino 1995, енгл. 1995 South American Women's Football Championship) је одржан у Уберландији, у Бразилу, између 8. и 22. јануара. То је била друга фаза Јужноамеричког првенства у фудбалу за жене и одредила Конмеболове учеснице за Светско првенство у фудбалу за жене 1995. године. На турниру је учествовало само пет репрезентација.
Бразил је освојио турнир, пошто је у финалу победио Аргентину са 2 : 0.

## Град и стадион
Једино место које се користило за одржавање турнира био је стадион Парке до Сабија, који се налази у Уберландији
| Уберландија             |
| ----------------------- |
| Стадион Парке до Сабија |
| Капацитет: 48.000       |
|                         |

## Правила
Турнир је организован по Бергеровом систему, где је сваки тим одиграо по један меч против сваког од осталих тимова у групи. Првопласирани тим у групи освојио је турнир и квалификовао се за Светско првенство у фудбалу за жене 1995. у Шведској.
За победу су додељена три бода, за реми један бод, а за пораз нула поена.
- У случају нерешеног резултата
  - Ако тимови заврше са изједначеним бројем поена, користе се следећа правила:

  1. већа гол разлика у свим групним утакмицама,
  2. већи број постигнутих голова у свим групним утакмицама,
  3. победник у директној утакмици између тимова у питању,
  4. извлачење жреба.

### Групна фаза
| Екипа     | Ута | Поб | Нер | Изг | ГД | ГП | ГР  | Бод | Квалификовала се |
| --------- | --- | --- | --- | --- | -- | -- | --- | --- | ---------------- |
| Бразил    | 4   | 4   | 0   | 0   | 42 | 1  | +41 | 12  | Финална утакмица |
| Аргентина | 4   | 3   | 0   | 1   | 18 | 9  | +9  | 9   | Финална утакмица |
| Чиле      | 4   | 1   | 1   | 2   | 14 | 9  | +5  | 4   |                  |
| Еквадор   | 4   | 1   | 1   | 2   | 9  | 21 | –12 | 4   |                  |
| Боливија  | 4   | 0   | 0   | 4   | 1  | 44 | –43 | 0   |                  |

| Бразил | 13 : 0   | Еквадор |
| --- | -------- | ------- |
| Претиња ?’, ?’, ?’, ?’ · Сенира ?’ · Росели де Бело ?’ · Мерилеиа дос Сантос ?’, ?’ · Сиси ?’, ?’ · Марсија Матос Калака ?’, ?’, ?’ | Извештај |         |

| Чиле | 11 : 0 | Боливија |
| --- | ------ | -------- |
| Ингрид Флорес ?’, ?’, ?’, ?’ · Санчез ?’, ?’ · Астудиљо ?’ · Круз ?’ · Фресија Акеведо ?’ · Марија Браво ?’ · Ајала ?’ |        |          |

| Бразил                                                                   | 6 : 1    | Чиле            |
| ------------------------------------------------------------------------ | -------- | --------------- |
| Сиси ?’, ?’ · Росели де Бело ?’ · сенира ?’ · Мариеила дос Сантос ?’, ?’ | Извештај | Марија Браво ?’ |

| Аргентина                                                          | 5 : 1 | Еквадор         |
| ------------------------------------------------------------------ | ----- | --------------- |
| Фабијана Очоторена ?’, ?’ · Карина Моралес ?’, ?’ · Андреја Арс ?’ |       | Кармен Оливо ?’ |

| Аргентина | 12 : 0 | Боливија |
| --- | ------ | -------- |
| Фабијана Очоторена ?’, ?’, ?’, ?’ · Марија Виљануева ?’, ?’, ?’ · Карина Моралес ?’, ?’ · Кардосо ?’, ?’ · Асперес ?’ |        |          |

| Чиле                               | 2 : 2 | Еквадор                              |
| ---------------------------------- | ----- | ------------------------------------ |
| Марија Браво ?’ · Ингрид Флорес ?’ |       | Мерцедес Мена ?’ · Фабиола ?’ (а.г.) |

| Бразил | 8 : 0    | Аргентина |
| --- | -------- | --------- |
| Сиси 16’, 31’, 57’ (пен.), 83’ (пен.) · Росели де Бело 43’ · Претиња 47’, 84’ · Елане Рехо дос Санрос 64’ | Извештај |           |

| Еквадор                                                      | 6 : 1 | Боливија      |
| ------------------------------------------------------------ | ----- | ------------- |
| Мајра Рамирез ?’, ?’ · Ана Вера ?’, ?’, ?’ · Кармен Оливо ?’ |       | Мери Дуран ?’ |

| Бразил | 15 : 0   | Боливија |
| --- | -------- | -------- |
| Росели де Бело ?’, ?’, ?’ · Марсија Тафарел ?’ · Марилеиа дос Сантос ?’, ?’ · Сиси ?’, ?’, ?’, ?’ · Елане Рехо дос Сантос ?’ · Едуарда Марангеља ?’ · Изабел Кристина де Нунес ?’ · Сенира ?’, ?’ | Извештај |          |

| Аргентина             | 1 : 0 | Чиле |
| --------------------- | ----- | ---- |
| Фабијана Очоторена ?’ |       |      |

### Финале
| Бразил                                       | 2 : 0    | Аргентина |
| -------------------------------------------- | -------- | --------- |
| Марилејла дос Сантос 4’ · Росели де Бело 50’ | Извештај |           |

 Бразил је освојио турнир и квалификовао се за Светско првенство у фудбалу за жене 1995..

## Статистика

### Голгетерке
12. голова
- Сиси

7. голова
- Фабијана Очоторена
- Марилеиа дос Сантос
- Росели дел Бело